# Campionato mondiale di hockey su ghiaccio Under-18 2023
Il Campionato mondiale di hockey su ghiaccio U-18 2023 sarà la ventiquattresima edizione del torneo organizzato dall'International Ice Hockey Federation. Si svolgerà a Basilea e a Porrentruy, in Svizzera, dal 20 al 30 aprile 2023.

## Top Division

### Partecipanti
Al torneo prenderanno parte 10 squadre:
| 8 dall'Europa     | Finlandia | Germania    |
| 8 dall'Europa     | Lettonia  | Norvegia    |
| 8 dall'Europa     | Rep. Ceca | Slovacchia  |
| 8 dall'Europa     | Svezia    | Svizzera    |
| 2 dal Nordamerica | Canada    | Stati Uniti |

### Primo turno

#### Gruppo A
| Pos | Squadra    | G | V | VS | PS | P | GF | GS | DG | Pt | Qualificazione   |
| --- | ---------- | - | - | -- | -- | - | -- | -- | -- | -- | ---------------- |
| 1   | Canada     | 0 | 0 | 0  | 0  | 0 | 0  | 0  | 0  | 0  | Quarti di finale |
| 2   | Rep. Ceca  | 0 | 0 | 0  | 0  | 0 | 0  | 0  | 0  | 0  | Quarti di finale |
| 3   | Germania   | 0 | 0 | 0  | 0  | 0 | 0  | 0  | 0  | 0  | Quarti di finale |
| 4   | Svezia     | 0 | 0 | 0  | 0  | 0 | 0  | 0  | 0  | 0  | Quarti di finale |
| 5   | Slovacchia | 0 | 0 | 0  | 0  | 0 | 0  | 0  | 0  | 0  | Spareggio        |

| Porrentruy 20 aprile 2023, ore 14:30 UTC+2 | Canada | – | Svezia | Raiffeisen Arena |

| Porrentruy 20 aprile 2023, ore 18:30 UTC+2 | Rep. Ceca | – | Slovacchia | Raiffeisen Arena |

| Porrentruy 21 aprile 2023, ore 14:30 UTC+2 | Canada | – | Germania | Raiffeisen Arena |

| Porrentruy 21 aprile 2023, ore 18:30 UTC+2 | Slovacchia | – | Svezia | Raiffeisen Arena |

| Porrentruy 22 aprile 2023, ore 17:00 UTC+2 | Germania | – | Rep. Ceca | Raiffeisen Arena |

| Porrentruy 23 aprile 2023, ore 13:00 UTC+2 | Slovacchia | – | Canada | Raiffeisen Arena |

| Porrentruy 23 aprile 2023, ore 17:00 UTC+2 | Svezia | – | Rep. Ceca | Raiffeisen Arena |

| Porrentruy 24 aprile 2023, ore 18:30 UTC+2 | Germania | – | Slovacchia | Raiffeisen Arena |

| Porrentruy 25 aprile 2023, ore 14:30 UTC+2 | Svezia | – | Germania | Raiffeisen Arena |

| Porrentruy 25 aprile 2023, ore 18:30 UTC+2 | Rep. Ceca | – | Canada | Raiffeisen Arena |

#### Girone B
| Pos | Squadra      | G | V | VS | PS | P | GF | GS | DG | Pt | Qualificazione   |
| --- | ------------ | - | - | -- | -- | - | -- | -- | -- | -- | ---------------- |
| 1   | Finlandia    | 0 | 0 | 0  | 0  | 0 | 0  | 0  | 0  | 0  | Quarti di finale |
| 2   | Lettonia     | 0 | 0 | 0  | 0  | 0 | 0  | 0  | 0  | 0  | Quarti di finale |
| 3   | Norvegia     | 0 | 0 | 0  | 0  | 0 | 0  | 0  | 0  | 0  | Quarti di finale |
| 4   | Svizzera (H) | 0 | 0 | 0  | 0  | 0 | 0  | 0  | 0  | 0  | Quarti di finale |
| 5   | Stati Uniti  | 0 | 0 | 0  | 0  | 0 | 0  | 0  | 0  | 0  | Spareggio        |

| Basilea 20 aprile 2023, ore 16:00 UTC+2 | Stati Uniti | – | Lettonia | St. Jakob Arena |

| Basilea 20 aprile 2023, ore 20:00 UTC+2 | Finlandia | – | Svizzera | St. Jakob Arena |

| Basilea 21 aprile 2023, ore 16:00 UTC+2 | Lettonia | – | Finlandia | St. Jakob Arena |

| Basilea 21 aprile 2023, ore 20:00 UTC+2 | Norvegia | – | Svizzera | St. Jakob Arena |

| Basilea 22 aprile 2023, ore 19:00 UTC+2 | Norvegia | – | Stati Uniti | St. Jakob Arena |

| Basilea 23 aprile 2023, ore 15:00 UTC+2 | Svizzera | – | Lettonia | St. Jakob Arena |

| Basilea 23 aprile 2023, ore 19:00 UTC+2 | Stati Uniti | – | Finlandia | St. Jakob Arena |

| Basilea 24 aprile 2023, ore 20:00 UTC+2 | Lettonia | – | Norvegia | St. Jakob Arena |

| Basilea 25 aprile 2023, ore 16:00 UTC+2 | Svizzera | – | Stati Uniti | St. Jakob Arena |

| Basilea 25 aprile 2023, ore 20:00 UTC+2 | Finlandia | – | Norvegia | St. Jakob Arena |

### Spareggio per non retrocedere
Le ultime classificate dei due gironi si affronteranno in uno spareggio al meglio delle tre partite. La perdente sarà retrocessa in Prima Divisione A.

### Fase a eliminazione diretta
Le teste di serie delle semifinali sono state stabilite in base ai seguenti criteri:
1. posizione nel gruppo del primo turno;
2. maggior numero di punti;
3. miglior differenza goal;
4. maggior numero di goal fatti;
5. miglior ranking all'inizio del torneo (piazzamento nell'edizione 2022).

| Rank | Squadra | Gruppo | Pos. | Pt. | DG | GF | Seed |
| ---- | ------- | ------ | ---- | --- | -- | -- | ---- |
| 1    |         |        |      |     |    |    |      |
| 2    |         |        |      |     |    |    |      |
| 3    |         |        |      |     |    |    |      |
| 4    |         |        |      |     |    |    |      |
| 5    |         |        |      |     |    |    |      |
| 6    |         |        |      |     |    |    |      |
| 7    |         |        |      |     |    |    |      |
| 8    |         |        |      |     |    |    |      |

#### Tabellone
|  | Quarti di finale | Quarti di finale | Quarti di finale |  |  | Semifinali | Semifinali | Semifinali |  |  | Finale | Finale | Finale |  |
|  |                  |                  |                  |  |  |            |            |            |  |  |        |        |        |  |
|  |                  |                  |                  |  |  |            |            |            |  |  |        |        |        |  |
|  |                  |                  |                  |  |  |            |            |            |  |  |        |        |        |  |
|  |                  |                  |                  |  |  |            |            |            |  |  |        |        |        |  |
|  |                  |                  |                  |  |  |            |            |            |  |  |        |        |        |  |
|  |                  |                  |                  |  |  |            |            |            |  |  |        |        |        |  |
|  |                  |                  |                  |  |  |            |            |            |  |  |        |        |        |  |
|  |                  |                  |                  |  |  |            |            |            |  |  |        |        |        |  |
|  |                  |                  |                  |  |  |            |            |            |  |  |        |        |        |  |
|  |                  |                  |                  |  |  |            |            |            |  |  |        |        |        |  |
|  |                  |                  |                  |  |  |            |            |            |  |  |        |        |        |  |
|  |                  |                  |                  |  |  |            |            |            |  |  |        |        |        |  |
|  |                  |                  |                  |  |  |            |            |            |  |  |        |        |        |  |
|  |                  |                  |                  |  |  |            |            |            |  |  |        |        |        |  |
|  |                  |                  |                  |  |  |            |            |            |  |  |        |        |        |  |
|  |                  |                  |                  |  |  |            |            |            |  |  |        |        |        |  |
|  |                  |                  |                  |  |  |            |            |            |  |  |        |        |        |  |
|  |                  |                  |                  |  |  |            |            |            |  |  |        |        |        |  |
|  |                  |                  |                  |  |  |            |            |            |  |  |        |        |        |  |
|  |                  |                  |                  |  |  |            |            |            |  |  |        |        |        |  |
|  |                  |                  |                  |  |  |            |            |            |  |  |        |        |        |  |
|  |                  |                  |                  |  |  |            |            |            |  |  |        |        |        |  |

## Prima Divisione

### Gruppo A
Il torneo si svolgerà ad Angers, in Francia, fra il 23 e il 29 aprile 2023.

| Pos | Squadra     | G | V | VS | PS | P | GF | GS | DG | Pt | Promozione o retrocessione      |  | FRA | KAZ | DEN | HUN | JPN | UKR |
| --- | ----------- | - | - | -- | -- | - | -- | -- | -- | -- | ------------------------------- |  | --- | --- | --- | --- | --- | --- |
| 1   | Francia (H) | 0 | 0 | 0  | 0  | 0 | 0  | 0  | 0  | 0  | Promossa in Top Division        |  | —   |     |     |     |     |     |
| 2   | Kazakistan  | 0 | 0 | 0  | 0  | 0 | 0  | 0  | 0  | 0  |                                 |  |     | —   |     |     |     |     |
| 3   | Danimarca   | 0 | 0 | 0  | 0  | 0 | 0  | 0  | 0  | 0  |                                 |  |     | —   |     |     |     |     |
| 4   | Ungheria    | 0 | 0 | 0  | 0  | 0 | 0  | 0  | 0  | 0  |                                 |  |     |     | —   |     |     |     |
| 5   | Giappone    | 0 | 0 | 0  | 0  | 0 | 0  | 0  | 0  | 0  |                                 |  |     |     |     | —   |     |     |
| 6   | Ucraina     | 0 | 0 | 0  | 0  | 0 | 0  | 0  | 0  | 0  | Retrocessa in Prima Divisione B |  |     |     |     |     |     | —   |

### Gruppo B
Il torneo si svolse a Bled, in Slovenia, fra il 10 e il 16 aprile 2023.

| Pos | Squadra       | G | V | VS | PS | P | GF | GS | DG  | Pt | Promozione o retrocessione        |     | AUT | SLO | ITA | KOR | EST | POL |
| --- | ------------- | - | - | -- | -- | - | -- | -- | --- | -- | --------------------------------- | --- | --- | --- | --- | --- | --- | --- |
| 1   | Austria       | 5 | 4 | 0  | 0  | 1 | 21 | 10 | +11 | 12 | Promossa in Prima Divisione A     |     | —   | 6–4 | 3–0 | 4–2 | 7–1 | 1–3 |
| 2   | Slovenia (H)  | 5 | 3 | 1  | 0  | 1 | 20 | 13 | +7  | 11 |                                   |     | 4–6 | —   | 2–1 | 4–2 | 4–1 | 6–3 |
| 3   | Italia        | 5 | 3 | 0  | 1  | 1 | 9  | 9  | 0   | 10 |                                   | 0–3 | 1–2 | —   | 3–2 | 4–2 | 1–0 |     |
| 4   | Corea del Sud | 5 | 2 | 0  | 0  | 3 | 17 | 15 | +2  | 6  |                                   | 2–4 | 2–4 | 2–3 | —   | 5–2 | 6–2 |     |
| 5   | Estonia       | 5 | 1 | 0  | 0  | 4 | 8  | 21 | −13 | 3  |                                   | 1–7 | 1–4 | 2–4 | 2–5 | —   | 2–1 |     |
| 6   | Polonia       | 5 | 1 | 0  | 0  | 4 | 9  | 16 | −7  | 3  | Retrocessa in Seconda Divisione A |     | 3–1 | 3–6 | 0–1 | 2–6 | 1–2 | —   |

1. 1 2  Estonia–Polonia 2–1.

## Seconda Divisione

### Gruppo A
Il torneo si svolge a Belgrado, in Serbia, dal 9 al 15 aprile 2023.

| Pos | Squadra       | G | V | VS | PS | P | GF | GS | DG  | Pt | Promozione o retrocessione        |     | LTU  | CRO | GBR | SRB | ROU  | ESP |
| --- | ------------- | - | - | -- | -- | - | -- | -- | --- | -- | --------------------------------- | --- | ---- | --- | --- | --- | ---- | --- |
| 1   | Lituania      | 5 | 4 | 1  | 0  | 0 | 22 | 5  | +17 | 14 | Promossa in Prima Divisione B     |     | —    | 4–1 | 2–1 | 5–3 | 6–0  | 5–0 |
| 2   | Croazia       | 5 | 4 | 0  | 0  | 1 | 29 | 13 | +16 | 12 |                                   |     | 1–4  | —   | 7–0 | 6–1 | 11–2 | 3–2 |
| 3   | Gran Bretagna | 5 | 2 | 1  | 1  | 1 | 14 | 16 | −2  | 9  |                                   | 1–2 | 0–7  | —   | 6–2 | 4–3 | 3–2  |     |
| 4   | Serbia (H)    | 5 | 1 | 0  | 1  | 3 | 15 | 24 | −9  | 4  |                                   | 3–5 | 1–6  | 2–6 | —   | 6–3 | 3–4  |     |
| 5   | Romania       | 5 | 1 | 0  | 1  | 3 | 14 | 29 | −15 | 4  |                                   | 0–6 | 2–11 | 3–4 | 3–6 | —   | 3–2  |     |
| 6   | Spagna        | 5 | 0 | 1  | 0  | 4 | 10 | 17 | −7  | 2  | Retrocessa in Seconda Divisione B |     | 0–5  | 2–3 | 2–3 | 4–3 | 2–3  | —   |

1. 1 2  Serbia–Romania 6–3.

### Gruppo B
Il torneo si svolse a Sofia, in Bulgaria, dal 27 marzo al 2 aprile 2023.

| Pos | Squadra       | G | V | VS | PS | P | GF | GS | DG  | Pt | Promozione o retrocessione      |     | NED | CHN | TPE | BUL | AUS | BEL |
| --- | ------------- | - | - | -- | -- | - | -- | -- | --- | -- | ------------------------------- | --- | --- | --- | --- | --- | --- | --- |
| 1   | Paesi Bassi   | 5 | 5 | 0  | 0  | 0 | 26 | 7  | +19 | 15 | Promossa in Seconda Divisione A |     | —   | 3–2 | 8–1 | 5–1 | 6–1 | 4–2 |
| 2   | Cina          | 5 | 4 | 0  | 0  | 1 | 26 | 12 | +14 | 12 |                                 |     | 2–3 | —   | 8–4 | 5–1 | 5–2 | 6–2 |
| 3   | Taipei cinese | 5 | 2 | 0  | 0  | 3 | 16 | 25 | −9  | 6  |                                 | 1–8 | 4–8 | —   | 4–1 | 3–5 | 4–3 |     |
| 4   | Bulgaria (H)  | 5 | 2 | 0  | 0  | 3 | 12 | 16 | −4  | 6  |                                 | 1–5 | 1–5 | 1–4 | —   | 5–2 | 4–0 |     |
| 5   | Australia     | 5 | 2 | 0  | 0  | 3 | 12 | 20 | −8  | 6  |                                 | 1–6 | 2–5 | 5–3 | 2–5 | —   | 2–1 |     |
| 6   | Belgio        | 5 | 0 | 0  | 0  | 5 | 8  | 20 | −12 | 0  | Retrocessa in Terza Divisione A |     | 2–4 | 2–6 | 3–4 | 0–4 | 1–2 | —   |

1. 1 2 3  Scontri diretti: Taipei Cinese 3 p., d.r. +1; Bulgaria 3 p., d.r. 0; Australia 3 p., d.r. -1.

## Terza Divisione

### Gruppo A
Il torneo si svolse ad Akureyri, in Islanda, dal 12 al 18 marzo 2023.

| Pos | Squadra              | G | V | VS | PS | P | GF | GS | DG  | Pt | Promozione o retrocessione      |      | ISR  | ISL  | TUR  | MEX  | BIH  | LUX  |
| --- | -------------------- | - | - | -- | -- | - | -- | -- | --- | -- | ------------------------------- | ---- | ---- | ---- | ---- | ---- | ---- | ---- |
| 1   | Israele              | 5 | 4 | 0  | 0  | 1 | 39 | 5  | +34 | 12 | Promossa in Seconda Divisione B |      | —    | 5–1  | 3–1  | 2–3  | 11–0 | 18–0 |
| 2   | Islanda (H)          | 5 | 4 | 0  | 0  | 1 | 36 | 12 | +24 | 12 |                                 |      | 1–5  | —    | 8–4  | 5–3  | 9–0  | 13–0 |
| 3   | Turchia              | 5 | 3 | 0  | 0  | 2 | 27 | 15 | +12 | 9  |                                 | 1–3  | 4–8  | —    | 5–3  | 2–0  | 15–1 |      |
| 4   | Messico              | 5 | 3 | 0  | 0  | 2 | 31 | 16 | +15 | 9  |                                 | 3–2  | 3–5  | 3–5  | —    | 7–2  | 15–2 |      |
| 5   | Bosnia ed Erzegovina | 5 | 1 | 0  | 0  | 4 | 8  | 29 | −21 | 3  |                                 | 0–11 | 0–9  | 0–2  | 2–7  | —    | 6–0  |      |
| 6   | Lussemburgo          | 5 | 0 | 0  | 0  | 5 | 3  | 67 | −64 | 0  | Retrocessa in Terza Divisione B |      | 0–18 | 0–13 | 1–15 | 2–15 | 0–6  | —    |

1. 1 2  Israele–Islanda 5–1.
2. 1 2  Turchia–Messico 5–3.

### Gruppo B
Il torneo si svolse a Città del Capo, in Sudafrica, dal 13 al 16 marzo 2023.

| Pos | Squadra       | G | V | VS | PS | P | GF | GS | DG  | Pt | Promozione o retrocessione    |     | NZL | HKG | THA | RSA |
| --- | ------------- | - | - | -- | -- | - | -- | -- | --- | -- | ----------------------------- | --- | --- | --- | --- | --- |
| 1   | Nuova Zelanda | 3 | 2 | 0  | 0  | 1 | 15 | 8  | +7  | 6  | Promossa in Terza Divisione A |     | —   | 4–5 | 4–2 | 7–1 |
| 2   | Hong Kong     | 3 | 2 | 0  | 0  | 1 | 13 | 11 | +2  | 6  |                               |     | 5–4 | —   | 4–5 | 4–2 |
| 3   | Thailandia    | 3 | 2 | 0  | 0  | 1 | 14 | 9  | +5  | 6  |                               | 2–4 | 5–4 | —   | 7–1 |     |
| 4   | Sudafrica (H) | 3 | 0 | 0  | 0  | 3 | 4  | 18 | −14 | 0  |                               | 1–7 | 2–4 | 1–7 | —   |     |

1. 1 2 3  Scontri diretti: Nuova Zelanda 3 p. (d.r. +1); Hong Kong 3 p. (d.r. 0); Thailandia 3 p. (d.r. -1).